# Xanthoparmelia multiacida
Xanthoparmelia multiacida är en lavart som beskrevs av Elix. Xanthoparmelia multiacida ingår i släktet Xanthoparmelia och familjen Parmeliaceae.   Inga underarter finns listade i Catalogue of Life.